# Nin (Croàcia)
Nin (pronunciat [nȋːn] en croat; en vènet: Nona; en llatí: Aenona o Nona) és una ciutat del comtat de Zadar, a Croàcia. Nin va tenir una importància històrica com a centre de la diòcesi de Nona. A més, va ser la seu dels prínceps de Dalmàcia.

## Geografia
El centre històric de Nin es troba en un illot de només 500 metres de diàmetre. Nin està situada en una llacuna a la costa est del mar Adriàtic, envoltada per platges naturals de sorra i connectada amb el continent per dos ponts de pedra del segle XVI.

## Història
Segons els historiadors, la zona de Nin sembla haver estat habitada fa 10.000 anys. La ciutat actual, situada a l’illot, es va desenvolupar fa 3.000 anys i és una de les ciutats més antigues de la costa oriental de l’Adriàtic. La regió de Nin va ser colonitzada per pobles mediterranis des de temps immemorials.
Des del segle IX aC i fins a l'arribada dels romans, la ciutat era un assentament de la tribu il·líria dels liburnis. Els romans hi van establir un important centre marítim i comercial anomenat Aenona (que durant l'edat mitjana va evolucionar a Nona). Els rics descobriments arqueològics, com ara fragments de ceràmica grega. demostren forts vincles marítims amb Grècia i el món hel·lenístic ja durant el període liburni. La vil·la romana de Nin, ensorrada el segle VIII, conserva un mosaic del segle II, que és dels més ben preservats de Croàcia.

### Els croats a Nin
Els croats van arribar a Nin al segle VIII, i al segle IX es va formar la primera comunitat estatal croata. Nin va ser la primera ciutat reial croata, amb una època de màxima esplendor que es va prolongar del segle VII al XIII. Al segle IX, Nin es va convertir en la seu del primer bisbe croat. Els bisbes de Nin van tenir un paper important en els aspectes religiosos, culturals i polítics del país. Figures rellevants de la història de Nin inclouen el príncep Višeslav, el príncep Branimir, el rei Tomislav, el rei Petar Krešimir IV i el rei Zvonimir.
Fins a l’abolició i la llatinització imposades pel rei Tomislav durant la primera meitat del segle x, Nin va ser el centre de la branca autònoma croata de l’Església. En aquest context, el bisbe Gregori de Nin (Grgur Ninski) va ser una figura destacada de la política eclesiàstica a Dalmàcia al segle X.
Durant les guerres turques, Nin es va trobar en plena zona de combat. Després de la venda de Dalmàcia a Venècia (1409), la ciutat va quedar sota el control de la República de Venècia. Tot i això, Venècia va explotar econòmicament la ciutat sense oferir-li protecció militar adequada. A conseqüència d’això, Nin va ser destruïda dues vegades.
La primera destrucció va tenir lloc el 1571 i la segona el 1646. En ambdues ocasions, el govern venecià va ordenar incendiar i destruir la ciutat de manera sistemàtica abans d'abandonar-la, per tal que els otomans no poguessin utilitzar-la com a fortalesa. Després de la destrucció de 1646, Nin mai no va recuperar el seu estat original ni la seva importància.

### Desenvolupament contemporani
El desenvolupament econòmic de Nin va començar després de la Segona Guerra Mundial. Des de 1969, Nin ha estat desenvolupant-se com a destinació turística. Actualment és una ciutat històrica i turística que basa el seu futur en la valorització del seu patrimoni històric. En els darrers anys, s'han restaurat nombrosos monuments.
Gràcies a la importància de Nin en la història de Croàcia, atrau turistes d’arreu del país i d'altres llocs d’Europa. Destaquen especialment dos símbols de la ciutat antiga: l'església de la Santa Creu del segle IX, coneguda com “la catedral més petita del món”, i l'església de Sant Nicolau.
Després de 1980, es va construir una estació d’emissió d’ona mitjana d’alta potència a prop de Nin.

## Població
Segons el cens de 2011 l'àrea de la ciutat de Nin tenia un total de 2.744 habitants distribuïts en els següents nuclis de població:
- Grbe: 190 habitants
- Nin: 1.132 habitants
- Ninski Stanovi: 358 habitants
- Poljica-Brig: 276 habitants
- Zaton: 580 habitants
- Žerava: 208 habitants

## Consells i representants de minories
Els consells i representants de les minories, elegits directament, tenen la tasca de dur a terme funcions consultives davant les autoritats locals o regionals. Aquestes funcions inclouen la defensa dels drets i interessos de les minories, la seva integració en la vida pública i la participació en la gestió dels assumptes locals.
En les eleccions croates de 2023 per als consells i representants de les minories nacionals, els serbis de Croàcia van complir els requisits legals per elegir 15 membres al consell de minories de la ciutat de Nin. No obstant això, les eleccions no es van organitzar per l’absència de candidatures.